# Нижне-Амурский округ
Нижне-Амурский округ  — административно-территориальная единица в составе Дальне-Восточного края, существовавшая в 1932—1934 годах.

## Административное деление
Нижне-Амурский округ с центром в городе Николаевск-на-Амуре был образован 20 октября 1932 года. 
Включал 3 района: Кербинский, Нижне-Амурский национальный район и Ульчский.
| Районы                            | Площадь км² | Население (жителей) 1.01.1931г. | Число сельсоветов (в т.ч туземных) | Административный центр |
| --------------------------------- | ----------- | ------------------------------- | ---------------------------------- | ---------------------- |
| Нижне-Амурский национальный район | 23 482      | 27,0                            | 50 (20)                            | г. Николаевск-на-Амуре |
| Ульчский район                    | 34 000      | 16,0                            | 29 (13)                            | с. Богородское         |
| Кербинский район                  | 32 856      | 4,0                             | 4                                  | п.Керби                |

22 июля 1934 года округ вошёл в состав новой Нижне-Амурской области. В сентябре того же года округ был упразднён, а его районы отошли в непосредственное подчинение Нижне-Амурской области.